# Hausma
Koordinaten: 59° 0′ N, 22° 47′ O
Hausma ist ein Dorf (estnisch küla) in der Landgemeinde Hiiumaa (bis 2017: Landgemeinde Pühalepa). Es liegt im Nordosten der zweitgrößten estnischen Insel Hiiumaa (deutsch Dagö).

## Beschreibung
Hausma hat 49 Einwohner (Stand 31. Dezember 2011). Es liegt unmittelbar östlich der Inselhauptstadt Kärdla an der Ostsee.
Bei Hausma befindet sich entlang des Küstenstreifens ein etwa zwei Kilometer langes Steinfeld, das auf estnisch Helmerseni kivikülv genannt wird. Die Findlinge bezeichnete der deutschbaltische Geologe und Mitglied der Petersburger Akademie der Wissenschaften Gregor von Helmersen als das charakteristischste Gebiet im ganzen Baltikum. Die zehn Hektar große Fläche ist als örtliches Schutzgebiet ausgewiesen. Der Flughafen Kärdla grenzt im Osten direkt an das Ortsgebiet.